# Mistrzostwa Europy U-19 w piłce nożnej kobiet
Mistrzostwa Europy U-19 w piłce nożnej kobiet (ang. UEFA Women’s Under-19 Championship) – turniej piłkarski w Europie organizowany co roku przez UEFA (ang. Union of European Football Associations) dla zrzeszonych reprezentacji krajowych kobiet do lat 19. Pełnią funkcję kwalifikacji do mistrzostw świata U–20 – do światowego czempionatu awansuje cztery najlepsze zespoły danej edycji turnieju Europy.

## Historia
Zapoczątkowany został w 1998 roku przez UEFA jako Mistrzostwa Europy U-18 w piłce nożnej kobiet. Najpierw 26 drużyn zostały podzielone na 8 grup. Rozgrywki zostały rozegrane na stadionach 8 państw. Do ósemki najlepszych zakwalifikowały się reprezentacje Danii, Francji, Holandii, Niemiec, Norwegii, Rosji, Szwecji i Włoch, które potem systemem pucharowym w meczach u siebie i na wyjeździe rozegrały tytuł mistrzowski. Pierwszy turniej wygrała reprezentacja Danii.
W II edycji po eliminacjach w turnieju finałowym uczestniczyło 4 drużyny, które w grupie systemem kołowym rozegrały miejsca na podium.
W III edycji dodatkowo rozegrano mecz finałowy.
W 2001 została zmieniona nazwa na Mistrzostwa Europy U-19 w piłce nożnej kobiet.
W IV edycji po eliminacjach w turnieju finałowym 4 najlepszych zespołów systemem pucharowym wyłoniła mistrza.
Od IV edycji po eliminacjach w turnieju finałowym 4 najlepszych zespołów systemem pucharowym wyłoniła mistrza.
Od edycji 2002 po eliminacjach w turnieju finałowym 8 drużyn najpierw są rozbite na dwie grupy, a potem czwórka najlepszych zespołów systemem pucharowym walczą o tytuł mistrza.

## Finały
| Rok                     | Gospodarz               | Finał                                | Finał                                | Finał                                | Mecz o 3 miejsce                     | Mecz o 3 miejsce                     | Mecz o 3 miejsce                     | Liczba finalistek       |
| Rok                     | Gospodarz               | Mistrz                               | Wynik                                | Wicemistrz                           | Trzecie miejsce                      | Wynik                                | Czwarte miejsce                      | Liczba finalistek       |
| Mistrzostwa Europy U-18 | Mistrzostwa Europy U-18 | Mistrzostwa Europy U-18              | Mistrzostwa Europy U-18              | Mistrzostwa Europy U-18              | Mistrzostwa Europy U-18              | Mistrzostwa Europy U-18              | Mistrzostwa Europy U-18              | Mistrzostwa Europy U-18 |
| ----------------------- | ----------------------- | ------------------------------------ | ------------------------------------ | ------------------------------------ | ------------------------------------ | ------------------------------------ | ------------------------------------ | ----------------------- |
| 1998 Szczegóły          | Dwu mecz finałowy       | Dania                                | 2:0 2:3                              | Francja                              | / Niemcy i Szwecja                   | / Niemcy i Szwecja                   | / Niemcy i Szwecja                   |                         |
| 1999 Szczegóły          | Szwecja                 | Szwecja                              | format ligowy                        | Niemcy                               | Włochy                               | format ligowy                        | Norwegia                             | 8                       |
| 2000 Szczegóły          | Francja                 | Niemcy                               | 4:2                                  | Hiszpania                            | Szwecja                              | format ligowy                        | Francja                              | 4                       |
| Mistrzostwa Europy U-19 |                         |                                      |                                      |                                      |                                      |                                      |                                      |                         |
| 2001 Szczegóły          | Norwegia                | Niemcy                               | 3:2                                  | Norwegia                             | Dania                                | 1:0                                  | Hiszpania                            | 4                       |
| 2002 Szczegóły          | Szwecja                 | Niemcy                               | 3:1                                  | Francja                              | / Anglia i Dania                     | / Anglia i Dania                     | / Anglia i Dania                     | 8                       |
| 2003 Szczegóły          | Niemcy                  | Francja                              | 2:0                                  | Norwegia                             | / Anglia i Szwecja                   | / Anglia i Szwecja                   | / Anglia i Szwecja                   | 8                       |
| 2004 Szczegóły          | Finlandia               | Hiszpania                            | 2:1                                  | Niemcy                               | / Rosja i Włochy                     | / Rosja i Włochy                     | / Rosja i Włochy                     | 8                       |
| 2005 Szczegóły          | Węgry                   | Rosja                                | 2:2 po dogr. karne 6:5               | Norwegia                             | / Finlandia i Niemcy                 | / Finlandia i Niemcy                 | / Finlandia i Niemcy                 | 8                       |
| 2006 Szczegóły          | Szwajcaria              | Niemcy                               | 3:0                                  | Francja                              | / Dania i Rosja                      | / Dania i Rosja                      | / Dania i Rosja                      | 8                       |
| 2007 Szczegóły          | Islandia                | Niemcy                               | 2:0 po dogr.                         | Anglia                               | / Francja i Norwegia                 | / Francja i Norwegia                 | / Francja i Norwegia                 | 8                       |
| 2008 Szczegóły          | Francja                 | Włochy                               | 1:0                                  | Norwegia                             | / Niemcy i Szwecja                   | / Niemcy i Szwecja                   | / Niemcy i Szwecja                   | 8                       |
| 2009 Szczegóły          | Białoruś                | Anglia                               | 2:0                                  | Szwecja                              | / Francja i Szwajcaria               | / Francja i Szwajcaria               | / Francja i Szwajcaria               | 8                       |
| 2010 Szczegóły          | Macedonia               | Francja                              | 2:1                                  | Anglia                               | / Holandia i Niemcy                  | / Holandia i Niemcy                  | / Holandia i Niemcy                  | 8                       |
| 2011 Szczegóły          | Włochy                  | Niemcy                               | 8:1                                  | Norwegia                             | / Włochy i Szwajcaria                | / Włochy i Szwajcaria                | / Włochy i Szwajcaria                | 8                       |
| 2012 Szczegóły          | Turcja                  | Szwecja                              | 1:0 po dogr.                         | Hiszpania                            | / Dania i Portugalia                 | / Dania i Portugalia                 | / Dania i Portugalia                 | 8                       |
| 2013 Szczegóły          | Walia                   | Francja                              | 2:0 po dogr.                         | Anglia                               | / Niemcy i Finlandia                 | / Niemcy i Finlandia                 | / Niemcy i Finlandia                 | 8                       |
| 2014 Szczegóły          | Norwegia                | Holandia                             | 1:0                                  | Hiszpania                            | / Norwegia i Irlandia                | / Norwegia i Irlandia                | / Norwegia i Irlandia                | 8                       |
| 2015 Szczegóły          | Izrael                  | Szwecja                              | 3:1                                  | Hiszpania                            | / Francja i Niemcy                   | / Francja i Niemcy                   | / Francja i Niemcy                   | 8                       |
| 2016 Szczegóły          | Słowacja                | Francja                              | 2:1                                  | Hiszpania                            | / Holandia i Szwajcaria              | / Holandia i Szwajcaria              | / Holandia i Szwajcaria              | 8                       |
| 2017 Szczegóły          | Irlandia Północna       | Hiszpania                            | 3:2                                  | Francja                              | / Holandia i Niemcy                  | / Holandia i Niemcy                  | / Holandia i Niemcy                  | 8                       |
| 2018 Szczegóły          | Szwajcaria              | Hiszpania                            | 1:0                                  | Niemcy                               | / Norwegia i Dania                   | / Norwegia i Dania                   | / Norwegia i Dania                   | 8                       |
| 2019 Szczegóły          | Szkocja                 | Francja                              | 2:1                                  | Niemcy                               | / Hiszpania i Holandia               | / Hiszpania i Holandia               | / Hiszpania i Holandia               | 8                       |
| 2020                    | Gruzja                  | Anulowane z powodu pandemii COVID-19 | Anulowane z powodu pandemii COVID-19 | Anulowane z powodu pandemii COVID-19 | Anulowane z powodu pandemii COVID-19 | Anulowane z powodu pandemii COVID-19 | Anulowane z powodu pandemii COVID-19 | 8                       |
| 2021                    | Białoruś                | Anulowane z powodu pandemii COVID-19 | Anulowane z powodu pandemii COVID-19 | Anulowane z powodu pandemii COVID-19 | Anulowane z powodu pandemii COVID-19 | Anulowane z powodu pandemii COVID-19 | Anulowane z powodu pandemii COVID-19 | 8                       |
| 2022 Szczegóły          | Czechy                  | Hiszpania                            | 2:1                                  | Norwegia                             | / Francja i Szwecja                  | / Francja i Szwecja                  | / Francja i Szwecja                  | 8                       |
| 2023 Szczegóły          | Belgia                  | Hiszpania                            | 0:0 po dogr. karne 3:2               | Niemcy                               | / Francja i Holandia                 | / Francja i Holandia                 | / Francja i Holandia                 | 8                       |
| 2024 Szczegóły          | Litwa                   | Hiszpania                            | 2:1 po dogr.                         | Holandia                             | / Anglia i Francja                   | / Anglia i Francja                   | / Anglia i Francja                   | 8                       |
| 2025 Szczegóły          | Polska                  | Hiszpania                            | 4:0                                  | Francja                              | / Portugalia i Włochy                | / Portugalia i Włochy                | / Portugalia i Włochy                | 8                       |
| 2026 Szczegóły          | · Bośnia i Hercegowina  |                                      |                                      |                                      |                                      |                                      |                                      |                         |
| 2027 Szczegóły          | · Węgry                 |                                      |                                      |                                      |                                      |                                      |                                      |                         |

## Statystyki
| Lp. | Drużyna   | Mistrz | Wicemistrz | Lata triumfów                            |
| --- | --------- | ------ | ---------- | ---------------------------------------- |
| 1.  | Hiszpania | 7      | 5          | 2004, 2017, 2018, 2022, 2023, 2024, 2025 |
| 2.  | Niemcy    | 6      | 5          | 2000, 2001, 2002, 2006, 2007, 2011       |
| 3.  | Francja   | 5      | 6          | 2003, 2010, 2013, 2016, 2019             |
| 4.  | Szwecja   | 3      | 1          | 1999*, 2012, 2015                        |
| 5.  | Anglia    | 1      | 3          | 2009                                     |
| 6.  | Holandia  | 1      | 1          | 2014                                     |
| 7.  | Dania     | 1      | 0          | 1998                                     |
| 7.  | Rosja     | 1      | 0          | 2005                                     |
| 7.  | Włochy    | 1      | 0          | 2008                                     |
| 10. | Norwegia  | 0      | 5          |                                          |